# Scedopla umbrosa
Scedopla umbrosa là một loài bướm đêm trong họ Noctuidae.